# Rüdiger Vaas

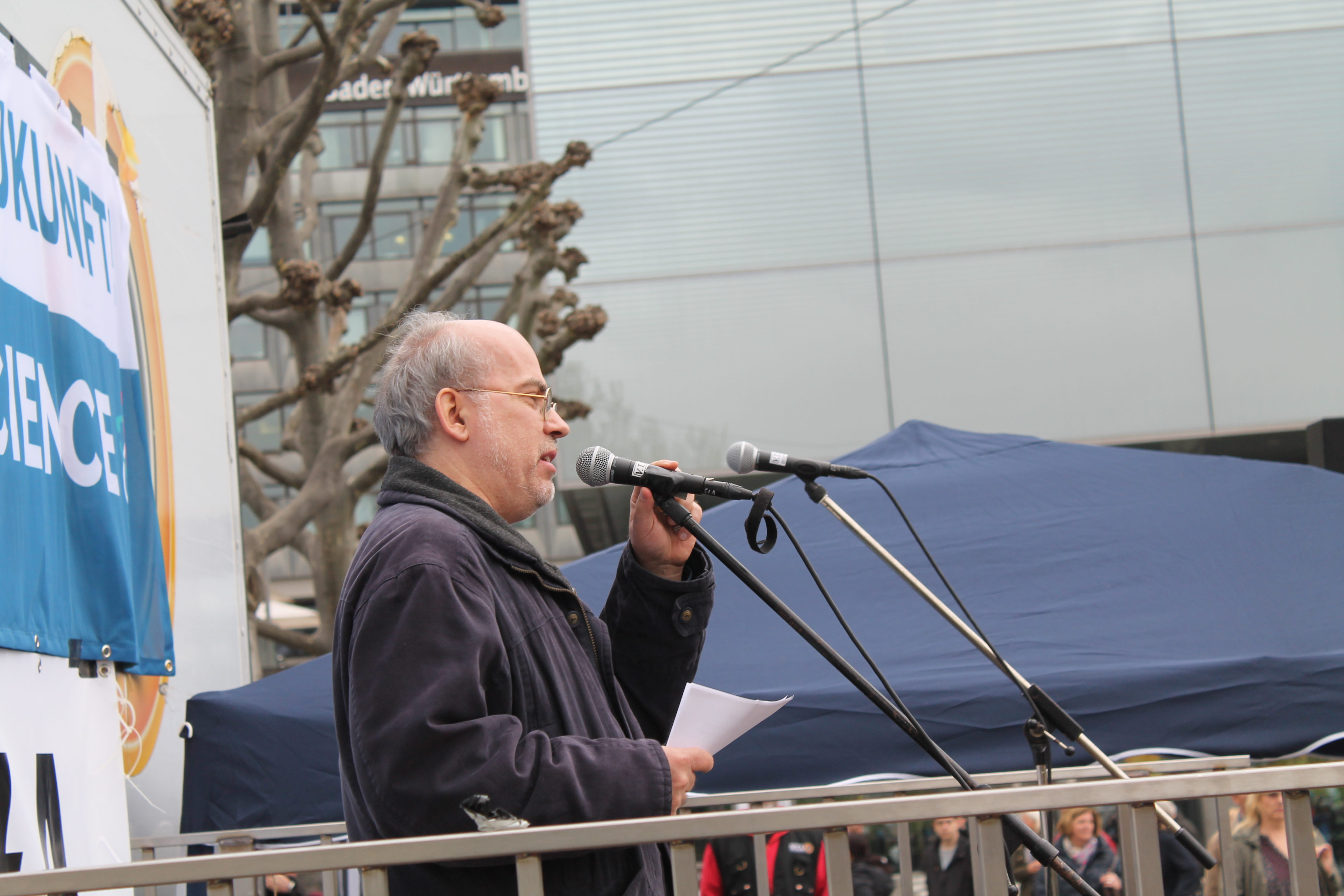
Rüdiger Vaas, 2017

Rüdiger Vaas (* 1966 in Stuttgart) ist ein deutscher Wissenschaftsjournalist und seit 2000 hauptberuflich Redakteur der Zeitschrift Bild der Wissenschaft für die Bereiche Astronomie und Physik. Er hat in Hohenheim, Stuttgart und Tübingen Biologie, Germanistik, Linguistik und Philosophie studiert und beschäftigt sich als Philosoph mit Fragen der Kosmologie, Naturphilosophie, Wissenschafts- und Erkenntnistheorie, Neurophilosophie und Anthropologie.

## Tätigkeitsfelder
Vaas arbeitet seit 1986 als Wissenschaftsjournalist für Zeitungen und Zeitschriften, zunächst hauptsächlich für die Naturwissenschaftliche Rundschau und für Universitas. Er ist Mitherausgeber der Buchreihen Frontiers Collection und Science and Fiction im Verlag Springer Nature. Er gehört zum wissenschaftlichen Beirat der Giordano-Bruno-Stiftung sowie des Hans-Albert-Instituts. Er trägt seit 1983 regelmäßig begleitende populärwissenschaftliche Artikel und Meldungen zur Science-Fiction-Serie Perry Rhodan bei, von 2004 bis 2011 auch zum Jahrbuch Das Science Fiction Jahr. Seit 2010, ab der Ausgabe 124, betreut er als Nachfolger von Hartmut Kasper das Perry-Rhodan-Journal, eine zweimonatlich erscheinende Beilage zur Heftserie; es enthält Sachbeiträge mit den Schwerpunkten Grundlagenphysik sowie Astronomie und Kosmologie und behandelt Themen, die eine Nähe zur Science-Fiction aufweisen, etwa zukunftsträchtige Technik oder die Suche nach außerirdischem Leben und extraterrestrischer Intelligenz.

## Publikationen
- (Co-Herausgeber mit Helmut Fink von) Emporgeirrt! Evolutionäre Erkenntnisse in Natur und Kultur. Hirzel, 2025.
- Einfach Einstein! Geniale Gedanken schwerelos verständlich. Franckh-Kosmos, Stuttgart 2018, ISBN 978-3-440-15836-4.
- Signale der Schwerkraft. Gravitationswellen: Von Einsteins Erkenntnis zur neuen Ära der Astrophysik. Franckh-Kosmos, 2017.
- Einfach Hawking! Geniale Gedanken schwerelos verständlich. Franckh-Kosmos, 2016; 3. Aufl. 2017; 4. Aufl. 2018; 5. aktualisierte Aufl. 2021.
- Jenseits von Einsteins Universum. Von der Relativitätstheorie zur Quantengravitation. Franckh-Kosmos, 2015; 2. aktualisierte und stark erweiterte Aufl. 2016; 3. aktualisierte Aufl. 2016; 4. aktualisierte Aufl. 2017.
- Vom Gottesteilchen zur Weltformel. Urknall, Higgs, Antimaterie und die rätselhafte Schattenwelt. Franckh-Kosmos, 2013; 2. aktualisierte Aufl. 2014; 3. Aufl. 2021 im Nikol-Verlag.
- (Als Rudy Vaas Co-Herausgeber mit Laura Mersini-Houghton von) The Arrows of Time. A Debate in Cosmology. Springer, 2012.
- Hawkings Kosmos einfach erklärt. Vom Urknall zu den Schwarzen Löchern. Franckh-Kosmos, 2011; 2. Aufl. 2011.
- Hawkings neues Universum. Wie es zum Urknall kam. Franckh-Kosmos, 2008; 5. aktualisierte Aufl. 2010; 6. aktualisierte Aufl. 2018 (2. Ausgabe) als Taschenbuch; Piper-Taschenbuch 2010; 3. aktualisierte Aufl. 2011; 4. Aufl. 2012.
- (Co-Autor mit Michael Blume von) Gott, Gene und Gehirn. Warum Glaube nützt – Die Evolution der Religiosität. Hirzel, 2009; 2. Aufl. 2009; 3. Aufl. 2012.
- Schöne neue Neuro-Welt. Die Zukunft des Gehirns – Eingriffe, Erklärungen und Ethik. Hirzel, 2008.
- Tunnel durch Raum und Zeit. Einsteins Erbe – Schwarze Löcher, Zeitreisen und Überlichtgeschwindigkeit. Franckh-Kosmos, 2005; 2. aktualisierte Aufl. 2006; stark erweiterte Neuausgabe 2010, 4. aktualisierte Aufl. 2010; erweiterte und aktualisierte Taschenbuch-Ausgabe 2012, 6. aktualisierte Aufl. 2013, 7. Aufl. 2015, 8. Aufl. 2018.
- (Co-Autor mit Günter Stoll von) Spurensuche im Indianerland. Hirzel, 2001. ISBN 978-3-7776-0939-3
- (Co-Autor von) Lexikon der Neurowissenschaften. Spektrum Akademischer Verlag, 2000/2001 (vier Bände).
- Der Tod kam aus dem All. Meteoriteneinschläge, Erdbahnkreuzer und der Untergang der Dinosaurier. Franckh-Kosmos, 1995.
- Der genetische Code. Evolution und selbstorganisierte Optimierung, Abweichungen und gezielte Veränderung. Wissenschaftliche Verlagsgesellschaft, 1994.
- Beiträge im Jahrbuch Das Science-Fiction Jahr (Heyne).
- Viele weitere Veröffentlichungen, insbesondere zu Kosmologie, Astronomie, Grundlagenphysik, Wissenschaftstheorie, Naturphilosophie (insbesondere: philosophische Kosmologie), Philosophie des Geistes (Leib-Seele-Problem, Willensfreiheit, Neurophilosophie), Anthropologie und Neurowissenschaften.

## Belletristik
- Chaos im Prokyon-Sektor. Moewig (Terra Astra #638), München 1985, (enthält außerdem die Kurzgeschichte Der Zweitagekrieg).
- Die Saat der Sterne, Kurzgeschichte in: Die Medo-Nomaden von Uwe Anton, Heyne, München, 2007. ISBN 978-3-453-52387-6.